# Alejandro Vernon
Alejandro Vernon (Alexander Vernon, Samuel Vernon Jr., * 17. Januar 1937 in Punta Gorda, Britisch-Honduras) ist ein belizischer Politiker.

## Leben
Vernon wurde am 17. Januar 1937 in Punta Gorda geboren. Er ist der Sohn von Isabel Arias Vernon und von Samuel „Sam“ Vernon, einem Politiker. Vernon ging von 1945 bis 1951 auf die St. Peter Claver School in Punta Gorda und von 1951 bis 1954 auf die St. John’s College High School in Belize City. Von 1954 bis 1961 lebte er in Guatemala und arbeitete dort unter anderem in der Tourismusindustrie. Er besuchte das Centro Internacional de Adiestramiento de Aviación Civil in Mexiko-Stadt und ließ sich zum Fluglotsen ausbilden.
Vernon heiratete 1965 Iris Paulino.

## Politik
Nachdem er 1961 nach Britisch-Honduras zurückgekehrt war, schloss er sich der People’s United Party (PUP) an. Er wurde 1963 Stadtrat in Punta Gorda und von 1965 bis 1968 und von 1970 bis 1973 war er dort Bürgermeister. In den Parlamentswahlen in Britisch-Honduras 1965 konnte er sich in seinem Wahlkreis Toledo-Nord mit 41,5 % der Stimmen nicht gegen Edwin Morey von der National Independence Party durchsetzen. Bei den Wahlen 1969 wurde er mit 53,0 % der Stimmen in das Repräsentantenhaus gewählt. Bei den Wahlen 1974 konnte er sich im Wahlkreis Toledo Süd mit 41,9 % nicht gegen Charles Wagner von der United Democratic Party (UDP) durchsetzen.
Nachdem Vernon aus der PUP ausgeschlossen wurde, gründete er 1976 seine eigene Partei, die Toledo Progressive Party (TPP). Die Partei setzte sich im Grenzkonflikt zwischen Belize und Guatemala für Guatemala ein. 1975 zogen Guatemala und Großbritannien (als Kolonialmacht in Belize) Truppen an der Grenze zusammen. Bei den Wahlen 1979 wurde Vernon dann für die TPP Kandidat im Wahlkreis Toledo Nord. Er errang aber nur 4,0 % der Stimmen. 1981 wurde Belize unabhängig und international wurden seine Grenzen anerkannt. Für Guatemala war dies ein großer Rückschlag im Grenzkonflikt. Die TPP hatte damit ihr Ziel verfehlt. Die Partei wurde umstrukturiert und in Toledo Popular Party umbenannt.

## Ehrungen
In Punta Gorda wurde die Alejandro Vernon Street nach ihm benannt.